# Zgornja Gorica
Zgornja Gorica – wieś w Słowenii, w gminie Rače-Fram. W 2018 roku liczyła 127 mieszkańców.